# Julian Edwards
Julian Edwards (Manchester (Regne Unit), 11 de desembre, 1855 - 5 de setembre de 1910) va ser un compositor anglès de música operística lleugera, que va compondre molts espectacles de Broadway amb èxit a l'era progressista. Va intentar introduir nous nivells de sofisticació musical al gènere. Algunes de les seves cançons van aconseguir popularitat en aquell moment.

## Joventut
Edwards va estudiar a Edimburg i Londres. Va ser director de la Carl Rosa Opera Company. També va dirigir a la "Royal English Opera House", on va conèixer la seva dona, la prima donna Philippine Siedle. Va compondre una gran òpera titulada Victorian, representada per primera vegada al "Theatre Royal" de Sheffield el 6 d'abril de 1883, que també es va representar a l'Òpera de Covent Garden el 19 de gener de 1884. El llibret, de JF Reynolds-Anderson, estava basat en l'obra de Henry Wadsworth Longfellow, jugar L'estudiant espanyol.

## Carrera a Broadway
Aviat va dirigir la seva atenció a la música més lleugera, es va traslladar a Nova York per invitació del productor de Broadway James C. Duff i va crear una sèrie d'espectacles a Broadway, començant per Jupiter (1892), amb un llibret de Harry B. Smith. El va seguir amb 17 musicals més.
El seu primer gran èxit va ser Madeleine, or the Magic Kiss (1893). Aquesta va ser la seva primera col·laboració amb el dramaturg i lletrista Stanislaus Stange, amb qui va treballar en altres projectes. Més tard van tenir un èxit encara més gran amb Brian Boru (1896), una "Òpera romàntica irlandesa" basada en la vida del rei irlandès medieval. Una de les seves òperes d'èxit crític va ser The Wedding Day, que es va estrenar per a la gran inauguració de la recentment renovada "Wieting Opera House" el 15 de setembre de 1896 abans de presentar-se finalment a Broadway al Casino Theatre el 1897.
Entre les seves moltes altres obres, també va escriure Jolly Mosketeer (1898), The Princess Chic (1900), Dolly Varden (1902), When Johnny Comes Marching Home (1902), Love's Lottery (1904), The Gay Musician (1904). 1908, amb llibre i lletra de Chas J. Campbell i Edward Siedle, el seu cunyat), The Motor Girl (1909), i La noia i el bruixot (1909). Love's Lottery estava pensat com a vehicle per a la cantant d'òpera alemanya Ernestine Schumann-Heink, que es va retirar després de cinquanta actuacions.
Algunes de les cançons d'Edwards amb el lletrista Stanislaus Stange es van publicar com a peces independents. La seva cançó patriòtica My Own United States de When Johnny Comes Marching Home, va aconseguir una popularitat particular. Entre les estrelles de l'època que van interpretar la seva obra hi havia Lillian Russell, Jefferson De Angelis, Della Fox, Christie MacDonald i Lulu Glaser.

## Altres obres

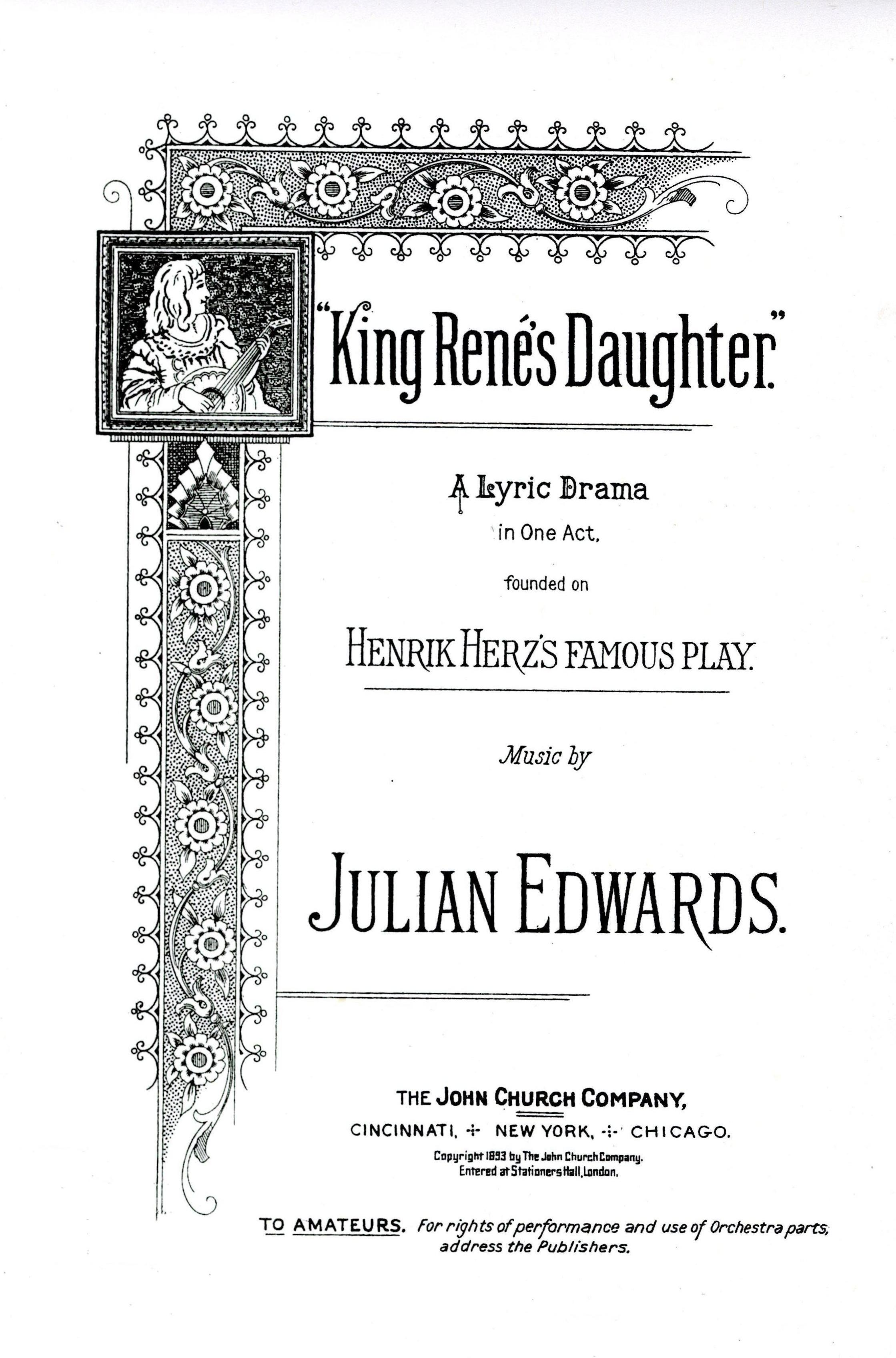
La partitura publicada de La filla del rei René

Mentre escrivia els seus espectacles a Broadway, Edwards va continuar treballant en peces més serioses. Es va fer un nom a Amèrica amb una adaptació operística de l'obra La filla del rei (1893), presentada com un drama líric en un sol acte. Edwards va escriure ell mateix el llibret, a partir d'una traducció a l'anglès existent. L'òpera va ser criticada perquè la seva música "s'enfonsa en Wagner". Edwards tenia la intenció de presentar-lo al premi Sonzogno per a òperes en un acte, però es va completar massa tard. El treball només va tenir un èxit limitat.
També va compondre The Patriot (1907), una altra gran òpera en un acte, sobre un llibret de Stange, ambientada a la Guerra de la Independència dels Estats Units. Va completar dues grans òperes més, Elfinella i Corinne, però aquestes no es van produir. Estava especialment orgullós de les seves cantates sagrades, com El Redemptor i Llàtzer. El seu oratori Maria Magdalena no es va acabar completament abans de la seva mort. El 1907 va fer una traducció del poema de P. D. A. Atterbom La sirena.
Va escriure música incidental per a produccions de moltes obres, com Quo Vadis, In the Palace of the King, Gringoire, The Wooing of Priscilla, King Robert of Sicily, The Cipher Code, In a Balcony, The Land of Heart's Desire i altres.
També va publicar col·leccions de cançons, incloent "Sunlight and Shadow", i les partitures completes dels copistes de dues simfonies, en mi major i en la menor, existeixen a la col·lecció Tams-Witmark de la Biblioteca del Congrés.

## Anàlisi sobre la música i la composició de cançons
Quan va ser entrevistat el 1908, a Edwards se li va preguntar sobre la relació adequada entre un compositor i un lletrista. Va considerar que no hi ha un model únic, però va afirmar que "al meu parer la col·laboració ideal entre el músic i el llibretista és la de Gilbert & Sullivan. Ells estan sols". Va elogiar especialment els llibrets de Gilbert i va descriure la música de Sullivan com "intel·ligent". Va rebutjar el seu propi treball en música lleugera, destacant les seves obres serioses, especialment les seves òperes i cantates. Inicialment, un opositor del wagnerisme, Edwards s'havia convertit en un fort partidari del moviment. Creia que la Salomé (1905) de Richard Strauss era l'obra més important de la música moderna recent.
Edwards va morir d'una insuficiència cardíaca el 1910. L'historiador del teatre Gerald Bordman el descriu com un compositor "serios, però poc dotat", però els comentaris de Bordman sobre Edwards només es refereixen a les seves operetes.